# Liste der Naturschutzgebiete in Mönchengladbach
Die Liste der Naturschutzgebiete in Mönchengladbach enthält die Naturschutzgebiete der kreisfreien Stadt Mönchengladbach in Nordrhein-Westfalen.

## Liste
| Schlüsselnr. | Gebietsname                        | CDDA- Sitecode | IUCN- Kategorie | Schutzwürdige Biotope | Fläche in ha | Flächen- anzahl | Jahr der Ausweisung | Bild                    |
| ------------ | ---------------------------------- | -------------- | --------------- | --------------------- | ------------ | --------------- | ------------------- | ----------------------- |
| MG-001       | Volksgarten-Bungtwald-Elschenbruch |                |                 | BK-4804-0009          | 136,9498     | 1               | 1962                |                         |
| MG-002       | Knippertzbachtal                   |                |                 | BK-4803-0003          | 0.93,8214    | 1               | 1990                | Knippertzbachtal        |
| MG-003       | Großheide                          |                |                 |                       | 0.21,6085    | 1               | 1990                |                         |
| MG-004       | Bistheide                          |                |                 |                       | 0.26,9770    | 1               | 1990                | Bistheide               |
| MG-005       | Gerkerather Wald                   |                |                 |                       | 0.36,7739    | 1               | 1990                |                         |
| MG-006       | Viehstraße                         |                |                 |                       | 0.23,0164    | 2               | 1990                |                         |
| MG-007       | Mühlenbachtal                      |                |                 | BK-4803-128           | 0.21,7494    | 1               | 1990                |                         |
| MG-008       | Erlenbruch Sittard                 |                |                 |                       | 0.01,0621    | 1               | 1990                |                         |
| MG-009       | Niersbruch                         |                |                 | BK-4804-032           | 0.19,7108    | 1               | 1990                |                         |
| MG-010       | Finkenberger Bruch                 |                |                 | BK-4804-024           | 0.29,3127    | 2               | 1990                |                         |
| MG-011       | Bruchwaldrest Schloss Wickrath     |                |                 | BK-4804-036           | 0.01,2795    | 1               | 1990                |                         |
| MG-012       | Röhrichtbestand Schloss Wickrath   |                |                 | BK-4804-039           | 0.01,1433    | 1               | 1990                |                         |
| MG-013       | Wetscheweller-Güdderather Bruch    |                |                 | BK-4805-015           | 0.35,6619    | 2               | 1990                |                         |
| MG-014       | Hoppbruch                          |                |                 | BK-4805-001           | 126,8268     | 1               | 1990                |                         |
| MG-015       | Feuchtgebiet Nordpark              |                |                 | BK-4804-005           | 0.11,6509    | 1               | 2004                |                         |
| MG-016       | Baggersee Vorster Busch            |                |                 |                       | 0.30,5872    | 1               | 2004                | Baggersee Vorster Busch |